# York, Western Australia
York a fost întemeiat în anul 1831 fiind unul dintre cele mai vechi orașe din Australia. El are o populație de 3484 de locuitori se află situat la ca. 100 km de Perth în statul Western Australia. 